# Dear Boys
Dear Boys (ディア ボーイズ?, Deia Bōisu) è un manga spokon dedicato alla pallacanestro, di Hiroki Yagami, pubblicato da Kōdansha su Monthly Shōnen Magazine. Nel giugno del 2007, la serie Dear Boys contava 25 volumi in totale e nello stesso anno ha vinto il Premio Kodansha per i manga per il migliore shōnen manga. Il manga viene successivamente adattato in un anime di 26 episodi, conosciuto anche con il nome di Hoop Days, apparso nelle TV giapponesi nel 2003 e nelle TV italiane nel 2013 su Man-ga in versione sottotitolata. Come molti degli adattamenti della Kodansha (ad esempio il caso di Peach Girl), il budget a disposizione era basso e quindi la qualità della serie ne ha fatte le spese, soprattutto se paragonate alla serie dello stesso anno.

## Trama
La storie si incentra sui progressi del team di basket dell'istituto di Mizuho High School alla ricerca di una vittoria nel campionato di prefettura. Inoltre una parte maggiore del racconto si incentra sulle vicissitudini e rapporti dei due protagonisti della serie Kazuhiko Aikawa e Takumi Fujiwara.

## Personaggi
- Kazuhiko Aikawa (哀川 和彦?, Aikawa Kazuhiko) doppiatore: Kōhei Kiyasu, numero di maglia 7 Altezza: 175 cm

Egli si è trasferito dalla scuola di Tendōji alla Mizuho proprio per via dello sport che voleva praticare, suo padre è l'allenatore della scuola di Tendōji. Aikawa convinse gli altri giocatori a non arrendersi ed inseguire il proprio sogno
- Takumi Fujiwara (藤原 拓弥?, Fujiwara Takumi), doppiatore: Masaya Matsukaze, numero maglia 4. Altezza: 184 cm

Nickname: Fujiwara-chan, Taku, posizione guardia
Takumi è uno studente dell'istituto di Mizuho. In passato prese a pugni un coach durante il primo anno scolastico. Le conseguenze furono che l'allenatore cambiò scuola e lui venne sospeso dal torneo scolastico per un anno. Inoltre ha un vecchio infortunio, molto bravo per quanto riguarda i tiri dalla lunga distanza.
- Ranmaru Miura (三浦 蘭丸?, Miura Ranmaru), doppiatore: Ken Takeuchi, numero di maglia 8, altezza: 173 cm

Ranmaru è una persona calma e riflessiva, di poche parole. Egli è il miglior amico di Takumi sin dalla scuola precedente. Ranmaru all'inizio della serie non ha sufficiente resistenza fisica, preferendo un gioco di difesa. Bravo sia nel tiro da tre punti che nel rubare la palla agli avversari nel corso della serie si infortuna per via di un fallo commesso da Shimabukuro.

## Sigle
- Sigla iniziale: Sound of Bounce di DA PUMP
- Sigla finale: Baller No Shougou di Chris F